# Kamienica Karla Königa w Łodzi
Kamienica Karla Königa – kamienica znajdująca się przy ul. Piotrkowskiej 252/256 w Łodzi, w dzielnicy Śródmieście.

## Historia
Jej budowę ukończono w 1887. Została wzniesiona jako dom rezydencjonalny Karla Königa – łódzkiego fabrykanta, właściciela pobliskiej farbiarni. W obecnie nieistniejących już budynkach pofabrycznych leżących w pobliżu kamienicy podczas II wojny światowej mieścił się obóz przeznaczony dla jeńców alianckich.
Budynek wpisany jest do rejestru zabytków pod numerem A/318 od 14 marca 1990.

## Architektura
Fasada zawiera elementy pseudobaroku. Na osi centralnej, na wysokości drugiej kondygnacji, znajduje się balkon w formie wykuszu. Okna piętra są zwieńczone tympanonami wspartymi na lizenach.